# Municipio de Stantonsburg
El municipio de Stantonsburg (en inglés: Stantonsburg Township) es un municipio ubicado en el  condado de Wilson en el estado estadounidense de Carolina del Norte. En el año 2010 tenía una población de 1.968 habitantes.

## Geografía
El municipio de Stantonsburg se encuentra ubicado en las coordenadas 35°38′37.36″N 77°50′57.04″O / 35.6437111, -77.8491778.